# Pittsford
Pittsford är en kommun (town) i Rutland County i delstaten Vermont i USA. Vid folkräkningen år 2000 bodde 3 140 personer på orten. Den har enligt United States Census Bureau en area på totalt 112,8 km², varav 0,2 km² är vatten.  